# Горно Коняре
Горно Коняре (на македонска литературна норма: Горно Коњаре; на албански: Kojnare e Epërme) е село в Северна Македония, в община Куманово.

## География
Селото е разположено в котловината Жеглигово на четири километра северно от общинския център Куманово в западното подножие на планината Руен.

## История
В края на XIX век Горно Коняре е българско село в Кумановска каза на Османската империя. Според статистиката на Васил Кънчов („Македония. Етнография и статистика“) от 1900 година Горно Койнаре е село, населявано от 224 жители българи християни.
Цялото християнско население на селото е под върховенството на Българската екзархия. По данни на секретаря на екзархията Димитър Мишев („La Macédoine et sa Population Chrétienne“) в 1905 година в Горно Койнари има 240 българи екзархисти и функционира българско училище.
На 15 срещу 16 октомври 1910 година четата на кумановския войвода Йордан Иванов извършва атентат на железопътната линия край Табановце. За наказание Горно Коняре е блокирано от войска, начело с каймакамина Юсуф бей и юзбашията Хасан ефенди, шеф на обезоръжителната комисия. В селото са изтезавани Спас Тушев, Арсо Ристов, Геле Спасов, Андрея Денков, Стоимен Кръстов, Лазко Кръстов, Ване Кръстов. Всички мъже са арестувани.
При избухването на Балканската война в 1912 година 5 души от Горно Коняре са доброволци в Македоно-одринското опълчение. След Междусъюзническата война в 1913 година селото остава в Сърбия.
След Междусъюзническата война в 1913 година селото попада в Сърбия.
На етническата си карта от 1927 година Леонард Шулце Йена показва Горно и Средно Койнаре (Kojnare) като села с неясен етнически състав.
Част от иконите в „Успение Богородично“ са на Димитър Папрадишки от 1928 година.
В 1994 година жителите на селото са 1106, от които 499 северномакедонци, 366 сърби, 236 албанци, 2 други и 3 не посочили националност. Според преброяването от 2002 година селото има 1136 жители.
| Националност     | Всичко |
| северномакедонци | 565    |
| албанци          | 255    |
| турци            | 0      |
| роми             | 0      |
| власи            | 0      |
| сърби            | 314    |
| бошняци          | 0      |
| други            | 2      |